# Kościół św. Jana Chrzciciela w Radomyślu nad Sanem
Kościół świętego Jana Chrzciciela – rzymskokatolicki kościół filialny należący do parafii św. Jana Chrzciciela w Radomyślu nad Sanem (dekanatu Gorzyce diecezji sandomierskiej).
Jest to świątynia wzniesiona w 1828 roku. Na początku XX wieku i w 1984 roku była restaurowana.
Budowla jest drewniana, jednonawowa, posiadająca konstrukcję zrębową. Posiada mniejsze prezbiterium w stosunku do nawy, zamknięte prostokątnie, przy nim znajdują się dwie boczne zakrystie. Z przodu nawy znajduje się kruchta. Świątynia nakryta jest dachem dwukalenicowym, wykonanym z blachy, na dachu znajduje się wieżyczka na sygnaturkę. Jest ona zwieńczona stożkowym blaszanym dachem hełmowym z latarnią. Wnętrze nakryte jest stropem płaskim z fasetą. Chór muzyczny posiada prospekt organowy i jest podparty dwiema kolumnami, charakteryzuje się również prostą linią parapetu. Polichromia posiada motywy geometryczne. Do wyposażenia należą ołtarz główny, dwa ołtarze boczne, ambona, chrzcielnica oraz stacje Drogi Krzyżowej. Koronowany obraz Matki Bożej Bolesnej znajduje się obecnie w nowym kościele.